# 神の手 (久坂部羊の小説)
『神の手』（かみのて）は、作家であり現役医師である久坂部羊の小説。2008年9月から2010年3月まで、北日本新聞、東奥日報、日高新報、長崎新聞、宇部日報、南信州新聞、福島民友新聞、荘内日報、北鹿新聞で順次連載され、2010年5月27日にNHK出版から単行本の上下巻が同時刊行された。さらに2012年5月9日に幻冬舎から文庫本の上下巻が同時刊行された。
末期がん患者に安楽死を施した医師・白川、その事件を追う新聞記者・東、安楽死の法制定を推進する団体に所属することになった医師・山名。三人のそれぞれの視点から、安楽死の必要性や問題点を浮き彫りにするとともに、法制定に絡み医療界・政界で巻き起こる陰謀に翻弄されていく様を描く。

## あらすじ
上巻
凄絶な苦痛に苛まれる末期の肛門がん患者である章太郎と、看病のため憔悴しきっている伯母の晶子から懇願され、医師の白川は秘密裡に安楽死を実行する。だが、章太郎の死後、今まで何度連絡しても聞く耳を持とうとしなかった章太郎の母親の康代が「勝手に安楽死させられた」とクレームを入れ、さらに告訴にまで持ち込んだ。刑事・平野の執拗な取調べが続き最終的に白川は安楽死を認めてしまうが、起訴後、検事の元に召喚され行ってみると供述書は書き換えられており、不起訴処分になったと告げられる。安楽死法の制定を画策しているJAMAの新見が、裏で検察に圧力をかけた結果だった。
その後、新見はマスコミを利用し白川を「勇断を下した医師」として祭り上げ、世論は安楽死容認に傾く。臨時安楽死法調査会の立ち上げや旧態依然とした全日医師会の解体など法制化に向けての動きは着々と進んでいく。焦りを感じた康代は白川を呼び出し、白川に個人的に恨みを持つ看護師の西田から聞き出した10年前の医療ミスのことをちらつかせ、安楽死否定の声明文をテレビで読み上げることを約束させた。同時に、参議院議員の浅井の提案により同じ番組内で公開延命治療を行う事も決まる。
下巻
公開延命治療は、最初のうちはうまくいったものの途中で患者の容態が急変。無理な延命治療をやめるにやめられないまま、患者は悲惨な状態で死亡。テレビ放送は最初の快方に向かうところまでにしようということになり、白川の声明文読み上げもキャンセルになる。だが、浅井は放送中に突然翻意し、無理な延命治療の結果の酷い最期を暴露、安楽死の必要性を訴え始めた。無情な延命治療を行った医師としてマスコミから糾弾された大塚は阻止連の代表理事を辞任し、その後自殺してしまう。また、その頃JAMAの親睦と意思統一をはかるためのセミナーでは、柴木によるブロイラーを使った死の実演、製薬会社の村尾による安楽死専用薬「ケルビム」のプレゼンなどが行われていた。ここで新見と全日医師会から離脱した播戸の勢力争いも表面化していくことになる。
その後、JAMAでの地位獲得のため新見の弱味を探っていた金子が死に、不穏な空気が一気に加速する。白川は医療の第一線を退き、山名が勧める無医村の診療所の医師へと転職する。新見に異を唱える者たちが次々と行方不明となったり不審な死を遂げたりするなか、安楽死法は議会を通過し制定が確定した。新見もまた、自身のスクープが暴露され行方不明となり、その後遺体となって発見される。柴木も後を追うように死亡。残された山名がJAMAの実権を握ったものの、望んでいた医療者権利院の議長の座は、突如官僚の一人に内定してしまう。佐渡原に直訴にいくが、佐渡原は自身のエゴでしか物事を考えておらず山名は衝撃を受ける。
半年後、安楽死専用薬ケルビムは世界中に広まっていた。ケルビムのおかげでそれまでの「死は恐ろしいもの、苦しいもの」という概念が覆され、安らぎと解放のイメージがつけられた。日本では未だに安楽死のパイオニアとして扱われている白川は安楽死のフォーラムで講演をする。その帰りに若い医師たちが「患者なんて素人だからいくらでも安楽死に誘導できる」と話しているのを聞き愕然とする。果たして安楽死法制定は正しかったのか。白川は暗澹たる気持ちでシンポジウムの会場をあとにする。

## 登場人物
白川泰生（しらかわ たいせい）〈50〉
京都市立京洛病院外科部長。消化器外科医。
古林章太郎（ふるばやし しょうたろう）〈21〉
末期の肛門がん患者。
手術から5ヵ月後に死亡。
古林康代（ふるばやし やすよ）
章太郎の母親。
介護施設を支援するNPOでボランティア活動に勤しむ一方、エッセイストとしても活動していたが、後にテレビのコメンテーターが本業となった。安楽死法制化阻止連合（略称：阻止連）の発起人の一人。
古林晶子（ふるばやし あきこ）
康代の姉。
ほぼ育児放棄状態であった康代にかわり、幼い頃から章太郎を育ててきた。気が弱く、妹である康代に対しても強い態度に出ることができない。
平野秀夫（ひらの ひでお）
京都府警刑事部捜査第一課課長補佐。
康代の告訴を受け、章太郎の死について捜査をする。
大塚彰彦（おおつか あきひこ）
世田谷医療センター集中治療部長。阻止連代表理事。
浅井英志郎（あさい えいしろう）
参議院議員。阻止連理事。
医療庁構想や安楽死問題に反対し自共党を離党。無所属。
新見偵一（にいみ ていいち）〈42〉
心臓外科医。
安楽死法推進派の急先鋒。「日本全医療協会（Japan All Medical Association）」通称「JAMA」を立ち上げた。
柴木香織（しばき かおり）
麻酔科医。JAMA副代表。
山名啓介（やまな けいすけ）〈50〉
京安大学准教授。消化器外科医。JAMA発起人の一人。
白川の大学時代の同級生。
東吾郎（ひがし ごろう）〈37〉
平政新聞社会部記者。
以前から交流のあった康代から息子の安楽死に関して記事にして欲しいと持ちかけられたことをきっかけに、安楽死法やJAMA、阻止連に深く関わっていくことになる。
播戸恭一（ばんど きょういち）〈46〉
脳外科医。東京ブレーンクリニック院長。
全日医師会首席常任理事。全日医師会解体の旗振り役。新見を失脚させ、JAMA乗っ取りを企んでいる。
金子律（かねこ りつ）
消化器外科医。
全日医師会常任理事。播戸の懐刀。
村尾士郎（むらお しろう）〈45〉
創薬ベンチャー、神武レジェンド製薬の専務取締役兼研究開発本部長。
MRとしてJAMAに営業をかけ、裏方としてさまざまな雑務も引き受けている。
本村雪惠（もとむら ゆきえ）〈34〉
嵯峨記念病院手術部主任看護師。白川の愛人。
業田義政（ごうだ よしまさ）
自共党元幹事長。衆議院議員。
佐渡原一勝（さどはら いっしょう）
自共党元総裁。
政界の長老。JAMAの支援者。

## 書評
I.B.試験官である石村清則は「作家が現役の医師であり、しかも終末期医療の専門家でもあるので物語自体が非常に臨場感に満ちている。フィクションであるにもかかわらず、安楽死の是非を問う現在の実状が巧みに反映されている」と評した上で、「安楽死の是非を深く追及していこうとする主人公の白川と作者の久坂部の問いかける課題はあまりにも重いが、決して避けては通れない問題である」と語っている。

## 書誌情報

### 単行本
- 上巻： 2010年5月27日発売、NHK出版、ISBN 978-4-14-005583-0[2]
- 下巻： 2010年5月27日発売、NHK出版、ISBN 978-4-14-005584-7[3]

### 文庫本
- 上巻： 2012年5月9日発売、幻冬舎、ISBN 9784344418608[4]
- 下巻： 2012年5月9日発売、幻冬舎、ISBN 9784344418615[5]

## テレビドラマ
2019年6月23日から7月21日までWOWOWの「連続ドラマW」で、毎週日曜 22時から23時に放送された。全5回の放送で、初回はノンスクランブル放送。主演は椎名桔平。日本では認可されていない安楽死の処置を末期がん患者に施した医師が安楽死法制定を巡って政財界の陰謀との闘いを繰り広げていくさまを描く。

### キャスト
白川泰生
演 - 椎名桔平
武蔵野総合医療センターの外科部長で消化器外科医。
山名啓介
演 - 杉本哲太
武蔵野総合医療センターの形成外科医。安楽死法案制定推進派。
古林康代
演 - 鈴木砂羽
ジャーナリスト。息子である章太郎が末期がん患者として武蔵野総合医療センターに入院している。安楽死法制定反対派。
新見偵一
演 - 北村有起哉
医療改革を目論む団体「JAMO」の代表で心臓外科医。安楽死法制定推進派。
本村雪惠
演 - 星野真里
横浜南部市民病院に勤務する看護師。
柴木香織
演 - 芦名星
新見が代表を務める「JAMO」の副代表で麻酔科医。新見同様に安楽死法制定には賛成の立場にある。
古林章太郎
演 - 葉山奨之
ジャーナリストである古林康代の息子。末期がん患者として武蔵野総合医療センターに入院している。
大塚彰彦
演 - 井上肇
東京三田橋病院に勤務する医師。安楽死法案「阻止連」代表理事。
森田珠美
演 ‐ 赤間麻里子
古林晶子
演 - 坂井真紀
古林康代の姉であり章太郎の伯母。
佐渡原一勝
演 - 近藤正臣
元内閣総理大臣。「JAMO」代表である新見に指示を出す立場にある。安楽死法制定推進派。

### スタッフ
- 原作 - 久坂部羊 「神の手（上）（下）」（幻冬舎文庫刊）
- 監督 - 兼重淳
- 脚本 - 田中洋史、幸修司
- 音楽 - 横山克
- 撮影 - 向後光徳（J.S.C.）
- 編集 - 川瀬功（J.S.E.）
- 法律監修 - 本山信二郎
- 警察監修 - 古谷謙一
- 医療監修 - 日野博文
- 看護監修 - 堀エリカ
- プロデューサー - 加納貴治、野村敏哉
- 製作 - WOWOW、ADKクリエイティブ・ワン

### 放送日程
| 話数   | 放送日  | 脚本            |
| ------ | ------- | --------------- |
| 第一話 | 6月23日 | 田中洋史        |
| 第二話 | 6月30日 | 田中洋史        |
| 第三話 | 7月07日 | 幸修司 田中洋史 |
| 第四話 | 7月14日 | 幸修司          |
| 最終話 | 7月21日 | 田中洋史        |

### 関連商品
- 連続ドラマW 神の手 DVD-BOX（2020年2月21日発売、TCエンタテインメント、品番：TCED-4879）[9]

| WOWOW 連続ドラマW 日曜オリジナルドラマ              | WOWOW 連続ドラマW 日曜オリジナルドラマ | WOWOW 連続ドラマW 日曜オリジナルドラマ   |
| 前番組                                              | 番組名                                 | 次番組                                   |
| --------------------------------------------------- | -------------------------------------- | ---------------------------------------- |
| 悪党 〜加害者追跡調査〜 （2019年5月12日 - 6月16日） | 神の手 （2019年6月23日 - 7月21日）     | そして、生きる （2019年8月4日 - 9月8日） |

## テレビドラマ（海外）
2019年7月19日からは、韓国SBSで「医師ヨハン」としてリメイクドラマが放送されている。